# David McGowan
David Fisher McGowan (Contea di Perry, 10 gennaio 1838 – Rome, 22 settembre 1924) è stato un arciere statunitense.
Partecipò alle gare di tiro con l'arco ai Giochi olimpici di Saint Louis 1904, dove giunse decimo nella gara di doppio York.